# Engstingen
Engstingen là một thị xã thuộc vùng hành chính Tübingen (Regierungsbezirk), ở bang Baden-Württemberg, Đức. Nơi đây nằm cách Reutlingen khoảng 15 kilômét (9,3 mi) phía nam.